# A. J. Buckley
Alan John «A. J.» Buckley (Dublín, Irlanda; 9 de febrero de 1978) es un actor de cine y televisión canadiense.

## Biografía
Nacido en Irlanda pero fue criado en Canadá, país al que emigró con su familia a la edad de 6 años. 
En 2007 comenzó a salir con la actriz australiana Sharni Vinson. Sin embargo, la relación terminó en 2008.
En 2010 comenzó a salir con la enfermera Abigail Ochse. La pareja se comprometió el 31 de diciembre de 2012 durante unas vacaciones en Hawái. El 3 de septiembre de 2013 la pareja anunció que estaban esperando a su primera bebé juntos. En enero de 2014 la pareja le dio la bienvenida a su primera hija, Willow Phoenix Buckley. Tuvieron a los gemelos, Ranger Joseph y Bodhi Robert, el 3 de mayo de 2018.

## Carrera
Cuando era adolescente, Buckley empezó su carrera de actuación en series de TV como The Odyssey, The X-Files y Millennium.
A. J. Buckley apareció en la película de ciencia ficción y terror de 1998 Disturbing Behavior, junto a la actriz Katie Holmes.
En 2005, Buckley recibió una oferta para interpretar a Adam Ross en el drama criminal CSI: NY. Se suponía que el rol sería recurrente, pero al final de la tercera temporada se le ofreció un contrato por cinco años. Antes de recibir el papel de Ross en CSI: NY, Buckley había aparecido en CSI: Crime Scene Investigation en el 2004.
En 2016 reaparece como invitado de las series Blue Bloods, Narcos, Hawaii Five-0, El mentalista y Sobrenatural, y estará en la próxima serie Hora punta de NBC.

## Filmografía

### Cine
| Año  | Película                        | Personaje                        | Observaciones              |
| ---- | ------------------------------- | -------------------------------- | -------------------------- |
| 1998 | Disturbing Behavior             | Charles "Chug" Roman             |                            |
| 2000 | The In Crowd                    | Wayne                            |                            |
| 2001 | The Forsaken                    | Mike                             |                            |
| 2001 | XCU: Extreme Close Up           | Terrance 'T-Bone' Tucker         |                            |
| 2001 | Extreme Days                    | Will Davidson                    |                            |
| 2002 | Scream at the Sound of the Beep | Peter                            |                            |
| 2002 | 10:30 Check-Out                 | Alex                             |                            |
| 2002 | Blue Car                        | Pat                              |                            |
| 2002 | Wishcraft                       | Howie                            |                            |
| 2002 | Girl Fever                      | Jesse                            | Acreditado como AJ Buckley |
| 2002 | Nightstalker                    | Somo                             |                            |
| 2004 | In Enemy Hands                  | U.S.S. Swordfish: Oficial médico |                            |
| 2004 | Wild Roomies                    | Reno Rizzola                     |                            |
| 2006 | Jimmy and Judy                  | Buddy                            |                            |
| 2006 | You Did What?                   | Greg Porter                      |                            |
| 2006 | Happy Feet                      | Voces adicionales                |                            |
| 2006 | Walking Tall: The Payback       | Harvey Morris                    |                            |
| 2007 | The Last Sin Eater              | Angor Forbes                     |                            |
| 2007 | The Box                         | Danny Schamus                    |                            |
| 2010 | Skateland                       | Teddy                            |                            |
| 2010 | Christmas Mail                  | Matt Sanders                     |                            |
| 2011 | Doomsday Prophecy               | Eric Fox                         |                            |
| 2015 | Home Sweet Hell                 | Murphy                           |                            |
| 2015 | The Good Dinosaur               | Nash                             | Voz                        |

### Televisión
| Año        | Serie de TV                                           | Personaje               | Observaciones                                                                          |
| ---------- | ----------------------------------------------------- | ----------------------- | -------------------------------------------------------------------------------------- |
| 1994       | The Disappearance of Vonnie                           | Robbie                  | Película de televisión                                                                 |
| 1995       | Are You Afraid of the Dark?                           | Lonnie                  | Episodio: "The Tale of the Manaha", acreditado como Alan Buckley                       |
| 1996       | The X-Files                                           | The 'Dude'              | Episodio: "War of the Coprophages", acreditado como Alan Buckley                       |
| 1997       | Millennium                                            | Josh Comstock           | Episodio: "Weeds" (sin acreditar)                                                      |
| 1997       | North of 60                                           | Ricky                   | Episodio: "Ghosts"                                                                     |
| 1998       | Night Man                                             |                         | Episodio: "It Came from Out of the Sky"                                                |
| 1999       | In a Class of His Own                                 | Jake Matteson           | Película de televisión                                                                 |
| 2000       | NYPD Blue                                             | Roger Lundquist         | Episodio: "Goodbye Charlie"                                                            |
| 2001       | Jack & Jill                                           | Mitch                   | Episodio: "And Nothing But the Truth"                                                  |
| 2001       | Motocrossed                                           | Jimmy Bottles           | Película de televisión                                                                 |
| 2001       | Murphy's Dozen                                        | Sean Murphy             | Película de televisión                                                                 |
| 2002       | Haunted                                               | Brian Hewitt            | Episodio: "Grevious Angels"                                                            |
| 2003       | Without a Trace                                       | Richie Dobson           | Episodio: "Underground Railroad"                                                       |
| 2003       | The District                                          | Gaines                  | Episodio: "The Kindness of Strangers"                                                  |
| 2003       | Silent Warnings                                       | Layne Vossimer          | Película de televisión                                                                 |
| 2004       | CSI: Crime Scene Investigation                        | Ted Martin              | Episodio: "Crow's Feet"                                                                |
| 2004       | The Collector                                         | El diablo / Bill Diggs  | Episodio: "The Old Man"                                                                |
| 2005       | Manticore                                             | Soldado Sulley          | Película de televisión                                                                 |
| 2005       | Fat Actress                                           | McG Stand-In            | Episodio: "Charlie's Angels or Too Pooped to Pop"                                      |
| 2005– 2013 | CSI: NY                                               | Adam Ross               |                                                                                        |
| 2006–2010  | Supernatural                                          | Ed Zeddmore             | 4 Episodios: "Hell House", "Ghostfacers", "It's a Terrible Life", "Hammer of the Gods" |
| 2007       | Entourage                                             | Dave                    | Episodio: "Snow Job"                                                                   |
| 2007       | Bones                                                 | Dan                     | Episodio: "The Glowing Bones in 'The Old Stone House'"                                 |
| 2008–2009  | Wolverine and the X-Men (Wolverine y los X-Men [Esp]) | Toad                    | Voz. 4 Episodios: "Hindsight: Part 2", "Time Bomb", "Battle Lines", "Backlash"         |
| 2009-2010  | Super Hero Squad Show                                 | Toad, Klaw              |                                                                                        |
| 2012       | Teenage Mutant Ninja Turtles                          | Pete                    | Recurrente                                                                             |
| 2012       | Flashpoint                                            | Harold Beamer           | Episodio: "Fit for Duty"                                                               |
| 2013       | Longmire                                              | Keith Dixon             | Episodio: "Natural Order"                                                              |
| 2014       | Justified                                             | Danny Crowe             | 9 Episodios                                                                            |
| 2015       | The Mentalist                                         | Aaron "Ace" Brunell     | Episodio: "Nothing Gold Can Stay"                                                      |
| 2015       | Murder in the First                                   | Marty "Junior" Mulligan | Personaje principal. (T2)                                                              |
| 2015       | Narcos                                                | Kevin Brady             | Episodio: "Descenso"                                                                   |
| 2015       | Blue Bloods                                           | Sargento Mulvey         | Temporada 6, episodio 199: "Unsung Heroes"                                             |
| 2015       | Hawaii Five-0                                         | Julius Brennan          | 1 Episodio (T5, Epi 15)                                                                |
| 2017       | Pure                                                  | Det. Bronco Novak       | Personaje principal. (T1)                                                              |
| 2017-2024  | Seal Team                                             | Sonny                   | Personaje principal                                                                    |

### Web
| Año       | Título      | Personaje   | Notas        |
| --------- | ----------- | ----------- | ------------ |
| 2010-2011 | Ghostfacers | Ed Zeddmore | 11 Episodios |
| 2011      | Talent      | Marcus      |              |

### Videojuegos
| Año  | Título              | Personaje | Notas |
| ---- | ------------------- | --------- | ----- |
| 2015 | Disney Infinity 3.0 | Nash      |       |